# 애나 캐스카트
애나 캐스카트(Anna Cathcart, 2003년 6월 16일 ~ )는 캐나다의 배우이다. 넷플릭스 영화 《내가 사랑했던 모든 남자들에게》 시리즈의 키티 역으로 이름을 알렸다.

## 출연 작품

### 영화
- 디센던츠 2 (2017) - 디지 트레메인 역
- 디센던츠 3 (2018) - 디지 트레메인 역
- 내가 사랑했던 모든 남자들에게 (2018) - 캐서린 "키티" 송코비 역
- 내가 사랑했던 모든 남자들에게: P.S. 여전히 널 사랑해 (2020) - 캐서린 "키티" 송코비 역
- 내가 사랑했던 모든 남자들에게: 언제나 그리고 영원히 (2021) - 캐서린 "키티" 송코비 역

### 텔레비전
- 오드 스쿼드 (2016-19) - 올림피아 요원 역
- 오드튜브 (2016-17) - 올림피아 요원 역
- 스타워즈: 비전 (2021) - 롭 역 (목소리)
- 엑스오, 키티 (2021) - 캐서린 "키티" 송코비 역